# 伍治之
伍治之（1905年—2000年），男，广东普宁人，中华人民共和国政治人物，曾任华侨大学党委第二书记，第二、三、四届全国政协委员。

## 家庭
妻子蔡楚吟，儿子蔡诚（伍毅鸿）。